# Mickey jardinier
Pour plus de détails, voir Fiche technique et Distribution.
Mickey jardinier (Mickey Cuts Up) est un dessin animé de Mickey Mouse produit par Walt Disney pour Columbia Pictures et sorti le 30 novembre ou 2 décembre 1931.

## Synopsis
Mickey et Minnie sont des voisins mitoyens. Lorsque Minnie tombe sous l'emprise du chant d'un oiseau, Mickey revêt une couverture et cache sa tête dans l'abri du volatile. Mickey fait croire qu'il est aussi un oiseau jusqu'à ce qu'un chat l'attaque et fait tomber sa couverture. Mickey poursuit son manège en exécutant une danse, coiffé par l'abri à oiseau. La musique attire d'autres oiseaux mais aussi le chat. Pluto attiré par l'agitation se lance dans une chasse au chat mais détruit le jardin.

## Fiche technique
- Titre original : Mickey Cuts Up
- Autres titres[1] :
  - Allemagne : Micky mäht den Rasen
  - France : Mickey jardinier
  - Suède : Musse Pigg som trädgårdsmästare
- Série : Mickey Mouse
- Réalisateur : Burt Gillett
- Animateur : David Hand
- Voix : Walt Disney (Mickey), Marcellite Garner (Minnie)
- Producteur : Walt Disney, John Sutherland
- Distributeur : Columbia Pictures
- Date de sortie : 30 novembre[2] ou 2 décembre[1] 1931
- Format d'image : Noir et Blanc
- Son : Mono
- Durée : 7 min
- Langue : (en)
- Pays :  États-Unis